# Breakout (Miley Cyrus-album)
A Breakout Miley Cyrus második albuma amely 2008. július 22-én jelent meg. Az album első önálló lemeze, amely független a Hannah Montana-tól. Az album 1. helyen debütál a Billboard 200-on és az első héten 371 000 példányban kelt el. Az USA-ban 1,5 millió példányban kelt el. Ő volt a legfiatalabb művész 15 évesen, akinek az albuma a Billboard 200-on 1. helyen debütált.
2008. október 17-én az album hitelesített Platina lett az USA-ban a RIAA által. Az Egyesült Államokban több, mint 1 millió példányban szállítják.

## Japán kiadás
Japánban két fajtát adtak ki. Az egyik a rendes CD, két bónusz dallal. Míg a másik CD + DVD deluxe, a DVD tartalmazza a "7 Things" videóklipet, a See You Again élő előadását, fotóalbumot és még sok mást.

### Platinum kiadás
2008. november 18-án megjelent a Platinum Edition kiadás, amely két bónusz számot ("Hovering" és "Someday") tartalmaz, amelyeket duettben énekelt fel bátyjával.

## Az album dalai
1. Breakout (Gina Schock , Ted Bruner , Trey Vittetoe - 3:26
2. 7 Things (Miley Cyrus, Antonina Armato , Tim James) - 3:33
3. The Driveway (Scott Cutler , Anne Preven , Cyrus) - 3:45
4. Girls Just Want to Have Fun (Robert Hazard) - 3:06
5. Full Circle (Cutler, Preven, Cyrus) - 3:14
6. Fly on the Wall (Cyrus, Armato, James, Devrim Karaoglu)- 2:31
7. Bottom of the Ocean (Cyrus , Armato, James) - 3:15
8. Wake Up America (Cyrus, Armato, James, Karaoglu) - 2:46
9. These Four Walls (Cutler, Preven, Cheyenne Kimball) 3:28
10. Simple Song (Jeffrey Steele , Jesse Littleton) 3:32
11. Goodbye (Cyrus, Armato, James) 3:53
12. See You Again (Rock Mafia remix) (Cyrus, Armato, James) 3:16

## Helyezések
Az album első helyen debütált az amerikai Billboard 200 slágerlistán, első héten mintegy 371 000 példányban fogyott el. Ez volt a második legnagyobb értékesítés a héten, Mariah Carey E = MC ² albuma korábban 463 000 példányban kelt el az első héten. Az albumból 163 000 példány kelt el a második héten, visszacsúszott a második helyre. Maradt a második a harmadik héten 102 000 példánnyal, majd a negyedik héten negyedik a slágerlistán mintegy 85 000 példánnyal. Az ötödik héten 62 000 példányban kelt el.
- Lengyelországban aranylemez lett 2009.február 11-én, értékesítették több mint 10 000 példányban.
- Az Egyesült Királyságban az albumból több mint 300 000 példány kelt el.
- Az Írországban platinalemez lett 2009. január 20-án, 15 000 eladott példányszámmal.
- Spanyolországban aranylemez lett, 2009. április 21-én 40 000 eladott példányszámmal.
- Németországban aranylemez lett 2009-ben, 100 000 példányszámmal.
- Ausztriában aranylemez lett 2009. május 5-én 10 000 eladott példánnyal.
- Franciaországban 22.840 példányt adtak el.
- Olaszországban hitelesített ezüst lett 20000 példánnyal.
- Világszerte több mint 3 millió példány kelt el és három listán is a csúcson tetőzött.

| Ranglista (2008-2009)           | Helyezés |
| ------------------------------- | -------- |
| Ausztrália albumlista           | 1        |
| Ausztriai albumlista            | 12       |
| Belgium albumlista              | 38       |
| Kanada albumlista               | 1        |
| Francia albumlista              | 30       |
| Német albumlista                | 16       |
| Magyar albumlista               | 12       |
| Brazília ABPD Top 20 albumlista | 9        |
| Ír albumlista                   | 11       |
| Dán albumlista                  | 27       |
| Finn albumlista                 | 28       |
| Olaszország albumlista          | 6        |
| Mexikó albumlista               | 23       |
| Japán Oricon Weekly albumlista  | 10       |
| Új-Zéland albumlista            | 2        |
| Norvégia albumlista             | 15       |
| Spanyol albumlista              | 7        |
| Lengyel albumlista              | 15       |
| Svájci albumlista               | 25       |
| Tajvan Rose Music Chart         | 1        |
| UK Albums Chart                 | 10       |
| Billboard 200                   | 1        |